# Туризм у Сан-Марино

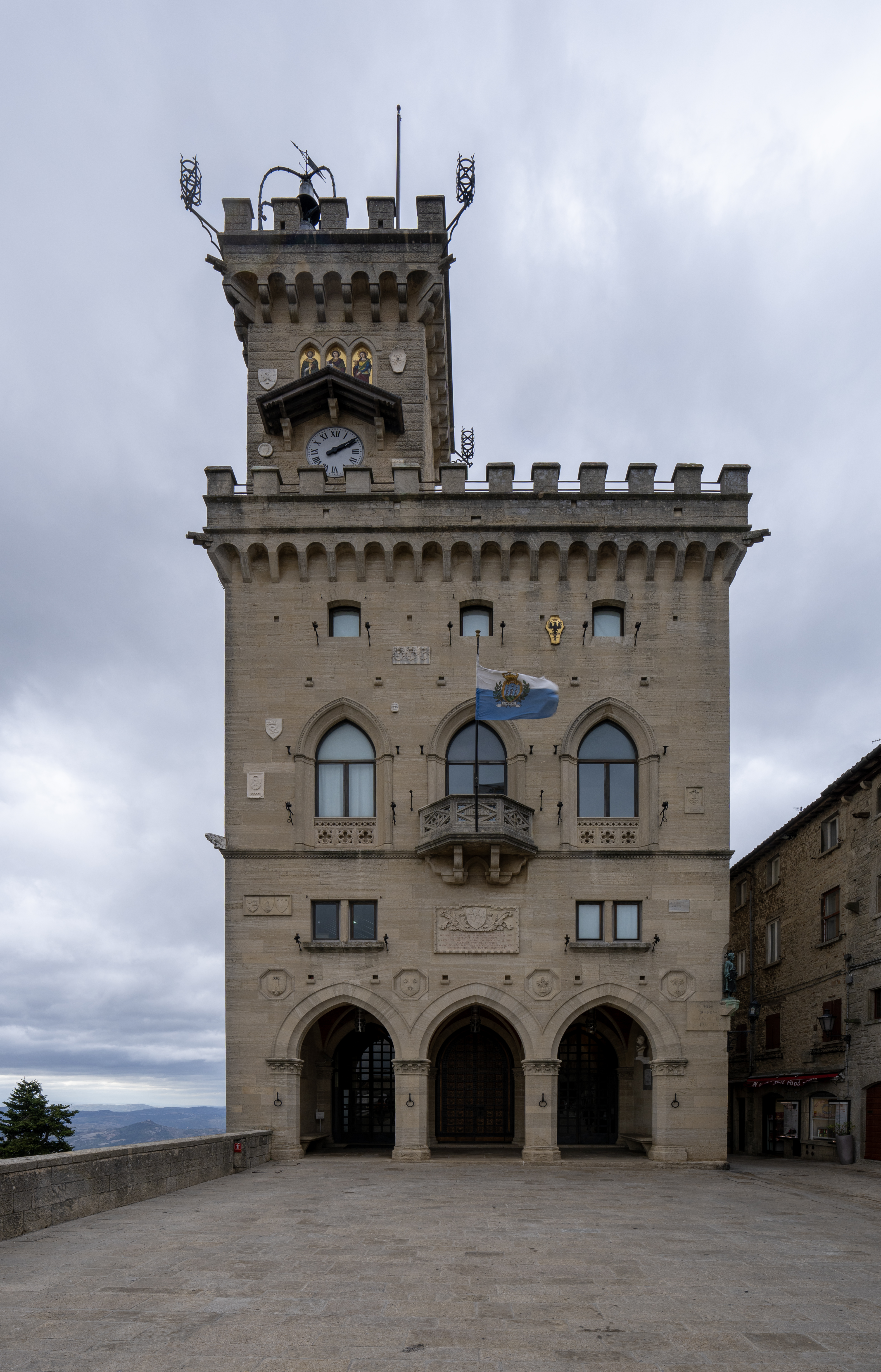
Палаццо Публіко — резиденція парламенту Сан-Марино

Туризм в республіці Сан-Марино — дуже важлива складова  економіки країни, на туризм припадає понад 50 % всього ВВП. В середньому за рік Сан-Марино відвідують близько трьох мільйонів туристів, хоча в останнє десятиліття спостерігається спад туристичної активності на 100 тисяч осіб на рік.
Основна частина туристів — це громадяни  Італії, які приїжджають на відпочинок на  Адріатичне узбережжя і беруть екскурсії в Сан-Марино.
Організацією туризму в країні займається «Державний секретаріат з туризму» (італ. Segreteria di Stato per il Turismo).

## Туристичні пам'ятки
Основні туристичні визначні пам'ятки розташовані в історичному центрі міста  Сан-Марино:
- Три вежі (Гуаїта, Честа,  Монтале)
- Базиліка Сан-Марино
- Палаццо Публіко
- Площа Свободи
- Державний музей Сан-Марино

### Ресурси Інтернету
- Ufficio di Stato per il turismo